# Юзеф Лабендзь
Алоїз Марія Юзеф Лабендзь, а точніше Юзеф Лабендзь (13 січня 1924 — 2 січня 1967) — священник, перший польський пауліст. 

## Біографія
Народився 13 січня 1924 року в Ленкавиці. У віці 13 років — 26 серпня 1937 р. — приєднався до Товариства Святого Павла. Через п'ять років, 1 листопада 1942 р., під час облечин прийняв чернечий габіт. Після війни паулісти покинули Польщу, залишилися лише Учениці Божественного Вчителя, які готували клірика Лабендзя до монаших обітів, які він склав 19 березня 1949 року перед о. Каєтаном Рачинським, пріором згромадження паулінів. Саме тоді взяв імена Алоїз Марія. Комуністична влада не дозволила на видавничу діяльність, тому Юзеф Лабендзь вирішив закінчити своє перерване богословське навчання, завдяки допомозі Сестер Учениць Божественного Учителя зміг навчатись в семінарії отців домініканців у Кракові. Навчання закінчив у 1953 році. 28 червня 1953 року в Базиліці Святого Сімейства в Ченстохові єпископ Здзіслав Голінський висвятив на священника Алоїза Марію Юзефа Лабендзя. Таким чином, о. Лабендзь став першим польським священником-паулістом. Влада досі не дозволяла друкувати книги, тому о. Алоїз не міг провадити справжнього апостольства паулістів. Працював у парафіях, проповідував реколекції, був капеланом Сестер Учениць Божественного Учителя і навчав у школі (до 1958 р., поки влада Народної Республіки Польща не заборонила викладати релігію в школах). Отець Альберіоне пропонував о. Лабендзю роботу над перекладом книжок з польської на італійську мову, але через погане знання італійської мови той змушений був відмовити. Завдяки фінансовій допомозі Генерального Дому паулістів, 2 квітня 1966 року придбав землю для майбутнього будинку та друкарні паулістів. 10 грудня 1966 року під час роботи о. Лабендзь знепритомнів і його доставили до лікарні в Ченстохові. 2 січня 1967 р. в Ченстохові о. Алоїз Марія Юзеф Лабендзь помер. Його смерть перериває існування Товариства Святого Павла в Польщі на 10 років. Його поховали на кладовищі по вул. Св. Роха у Ченстохові.